# Špička kolovitá
Špička kolovitá (Marasmius rotula) je druh houby z čeledi špičkovité (Marasmiaceae).

## Znaky
Tenkomasý klobouk je 0,5–2 cm široký, klenutý až ploše rozložený, hluboce a řídce radiálně rýhovaný, bábovičkovitý, bílý, ve středové části je hnědá prohlubinka.
Lupeny jsou na klobouku řídce uspořádané, u třeně spojeny do límečku, stejné barvy jako klobouk. Výtrusný prach je bílý.
Třeň je velmi tenký (0,1–0,5 cm), 1,5–7 cm dlouhý, hnědočervený, pod kloboukem vybledlý, spodní část a báze je černavá.
Dužnina vůní připomíná starý sýr, chuťově není příliš výrazná.

## Užití
Nejedlá houba.

## Ekologie
Od května do listopadu roste dosti hojně v parcích, křovinách, listnatých a smíšených lesích (a jejich okrajích) na mrtvém dřevě, často ve skupinkách či trsech.

## Rozšíření
Druh je rozšířen v oblastech Ameriky, střední a jižní Afriky, Evropy, Blízkého východu, Ruska, jihovýchodního pobřeží Asie, Japonska, Austrálie a Nového Zélandu. 

## Galerie

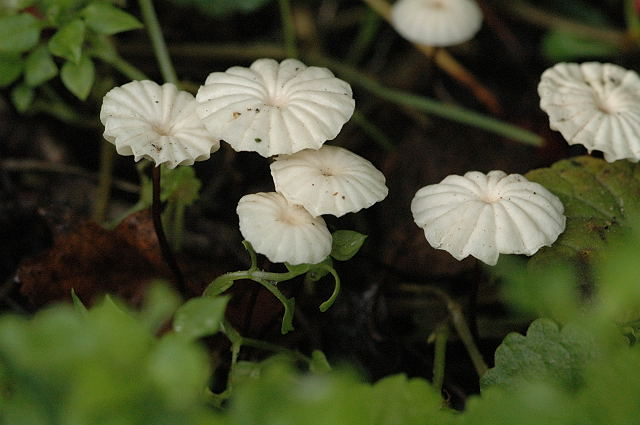
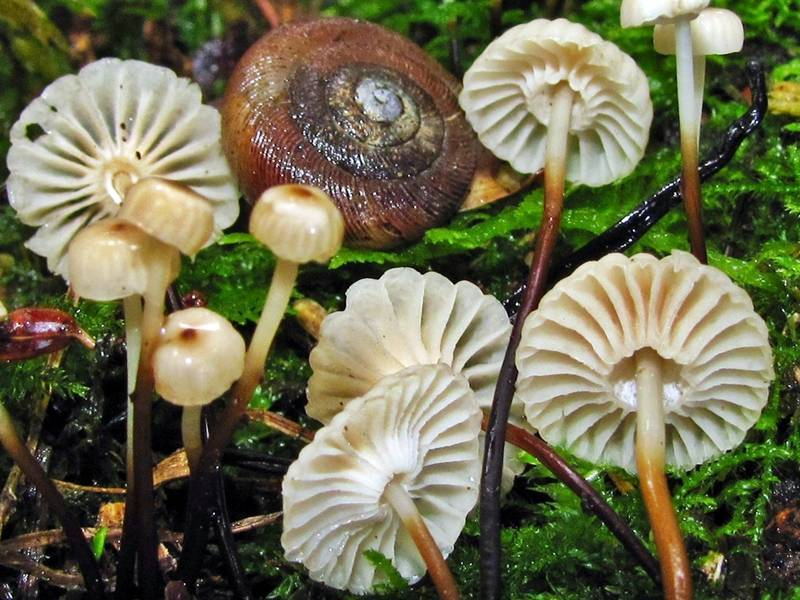
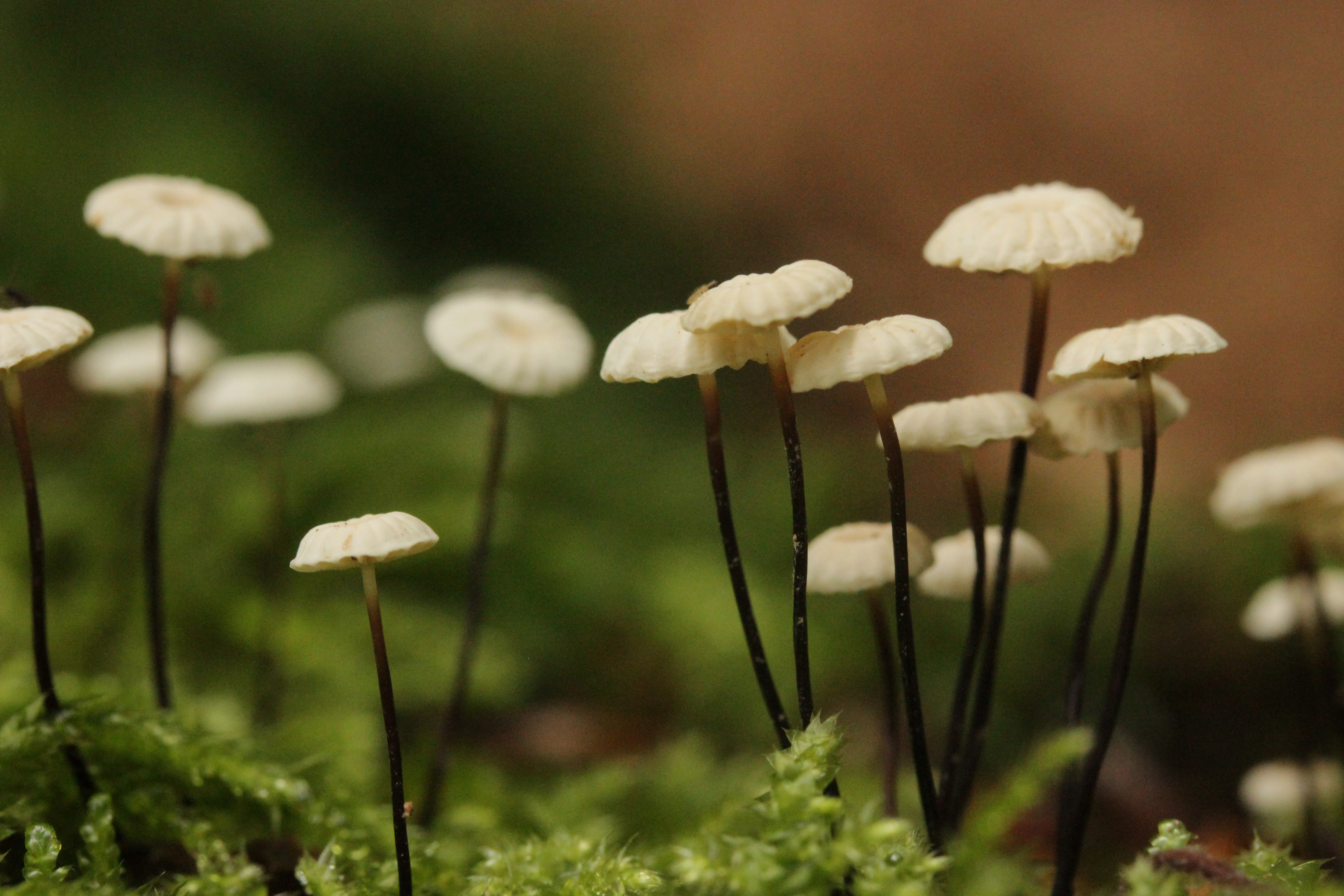
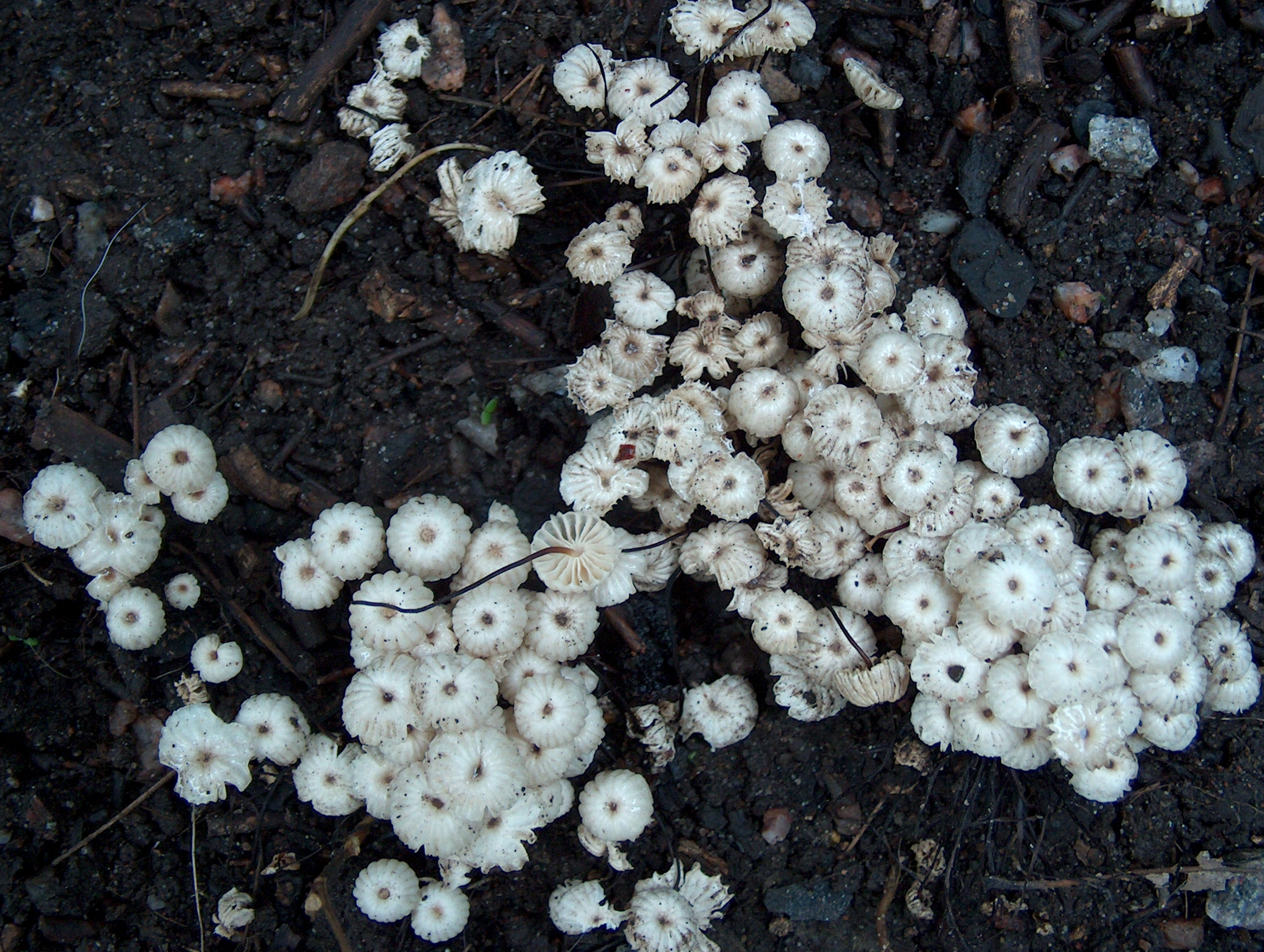
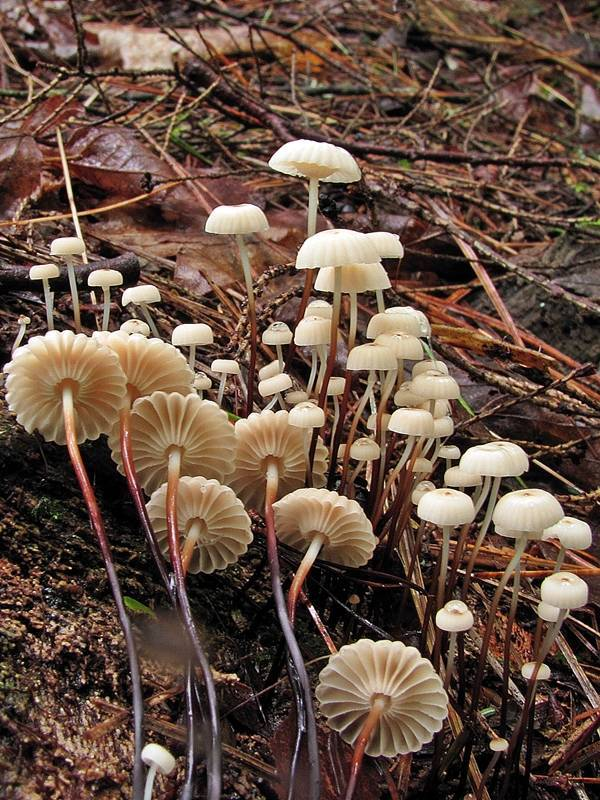

## Možnost záměny
- Špička Wettsteinova (Marasmius wettsteinii)
- Špička močálová (Marasmius limosus)
- Špička Bulliardova (Marasmius bulliardii)